# Seize Bougies pour Sam
Pour plus de détails, voir Fiche technique et Distribution.
Seize Bougies pour Sam ou L'Amour à seize ans au Québec (Sixteen Candles) est une comédie américaine écrite et réalisée par John Hughes, sortie en 1984. Il s'agit du premier long métrage du réalisateur.

## Synopsis
Samantha, âgée de seize ans, est amoureuse du garçon le plus populaire de l'école, Jake, mais c'est le garçon le moins populaire de l'école, Ted, qui est amoureux d'elle. Sa sœur, Ginny, se marie, et, sous le coup de l'excitation, sa famille oublie son anniversaire. Des grands-parents particuliers et un étudiant étranger nommé Long Duk Dong achèveront de faire de cette journée la plus embarrassante qu'ait vécue Samantha.

## Fiche technique
- Titre : Seize Bougies pour Sam
- Autre titre : Happy Birthday
- Titre québécois: L'Amour à seize ans
- Titre original : Sixteen Candles
- Réalisation et scénario : John Hughes
- Photographie : Bobby Byrne (en)
- Montage : Edward Warschilka
- Musique : Ira Newborn
- Production : Hilton A. Green
- Sociétés de production : Universal Pictures et Channel Productions
- Société de distribution : Universal Pictures
- Format : couleur - Mono - 35 mm - 1.85:1
- Pays d'origine :  États-Unis
- Langue originale : anglais
- Genre : comédie
- Durée : 93 minutes
- Dates de sortie :
  - États-Unis : 4 mai 1984
  - France : 29 juin 1987[1]

## Distribution
- Molly Ringwald (VF : Céline Monsarrat) : Samantha « Sam » Baker
- Michael Schoeffling (VF : Éric Legrand) : Jake Ryan
- Anthony Michael Hall (VF : Vincent Ropion) : Ted Farmer
- Gedde Watanabe (VF : Denis Boileau) : Long Duk Dong
- Haviland Morris  : Caroline Mulford
- Paul Dooley (VF : Mario Santini)  : Jim Baker
- Darren Harris (VF : Mark Lesser) : Cliff
- John Cusack (VF : Thierry Bourdon)  : Bryce
- Liane Curtis (en) (VF : Maïk Darah) : Randy
- Carlin Glynn (VF : Martine Messager) : Brenda Baker
- Blanche Baker (VF : Virginie Ledieu) : Ginny Baker
- Justin Henry : Mike Baker
- Edward Andrews (VF : Georges Atlas) : le grand-père Howard Baker
- Billie Bird (VF : Lita Recio): la grand-mère Dorothy Baker
- Carole Cook : la grand-mère Helen
- Max Showalter (VF : Roger Rudel) : le grand-père Fred
- Debbie Pollack : Marlene
- John Kapelos : Rudy
- Jami Gertz : Robin
- Joan Cusack : la fille à l'appareil dentaire
- Zelda Rubinstein : l'organiste
- Adam Rifkin[2]

## Production
Ally Sheedy et Molly Ringwald ont auditionné pour le rôle de Samantha Baker. John Hughes préfère Molly Ringwald, mais il gardera Ally Sheedy à l'esprit au moment de son film suivant, The Breakfast Club (1985). Après l'audition de Molly Ringwald, John Hughes écrit le script en un week-end,. Laura Dern ou encore Robin Wright ont également auditionné pour le rôle de Sam.
Pour le rôle masculin principal film, Michael Schoeffling et Viggo Mortensen sont envisagés,. Pour le rôle du geek Ted, John Hughes auditionne beaucoup de jeunes acteurs. Mais la plupart jouent sur les stéréotypes alors qu'Anthony Michael Hall propose une vision beaucoup plus humaine. Jim Carrey a auditionné pour ce rôle.
Le tournage a lieu à Chicago et dans sa banlieue nord (Evanston, Skokie et Highland Park), durant l'été 1983. La plupart des scènes en extérieur et quelques scènes intérieures sont tournées dans l'ancien lycée Niles East High School (en) de Skokie,.

## Bande originale
L'album de la bande originale est un EP sorti en 1984.
| 1. | 16 Candles        | The Stray Cats          | 2:52 |
| 2. | Hang Up the Phone | Annie Golden            | 2:59 |
| 3. | Geek Boogie       | Ira Newborn & the Geeks | 2:48 |

| 1. | Gloria           | Patti Smith    | 5:54 |
| 2. | If You Were Here | Thompson Twins | 2:55 |

D'autres chansons apparaissent dans le film mais ne sont pas présentes dans l'album
- Snowballed - AC/DC
- Today I Met the Boy I'm Gonna Marry - Darlene Love
- Love of the Common People - Paul Young
- Kajagoogoo - Kajagoogoo
- Happy Birthday - Altered Images
- Kazooed on Klassics - Temple City Kazoo Orchestra
- Thème de Dragnet - Ray Anthony & His Orchestra
- Rumours in the Air - Night Ranger
- Thème de Peter Gunn - Ray Anthony & His Orchestra
- True - Spandau Ballet
- Wild Sex (In the Working Class) - Oingo Boingo
- Little Bitch - The Specials
- Growing Pains - Tim Finn
- When It Started to Begin - Nick Heyward
- Lenny - Stevie Ray Vaughan
- Whistle Down the Wind - Nick Heyward
- Ring Me Up - The Divinyls
- Speak Softly Love (Love Theme from The Godfather)
- Turning Japanese - The Vapors
- Rev-Up - The Revillos
- Farmer John - The Premiers
- New York, New York - Frank Sinatra
- Young Guns - Wham!
- Rebel Yell - Billy Idol
- Lohengrin Wedding March - Bavarian Staatsoper Munich Chorus and Orchestra
- Young Americans - David Bowie
- Tenderness - General Public

## Accueil
Le film connaît un certain succès commercial, rapportant 23 686 027 $ aux États-Unis, pour un budget de production de 6 500 000 $.

## Distinctions
- Young Artist Awards 1985 : meilleure jeune actrice dans un film pour Molly Ringwald et meilleur jeune acteur dans un film pour Anthony Michael Hall[12]
- Casting Society of America Awards 1985 : nomination pour la meilleure distribution d'acteurs

## Commentaires
- Bien qu'elle fût majeure, l'actrice Haviland Morris s'est fait doubler dans la scène de la douche par Pamela Elser.
- Dans le film À tous les garçons que j'ai aimés (2018), Lara Jean, le personnage principal, impose à Peter de regarder ce film.